# Tuca tuca/Vi dirò la verità
Tuca tuca/Vi dirò la verità è il quinto singolo di Raffaella Carrà, pubblicato e distribuito dalla RCA Italiana nel 1971.

## Il disco
Entrambe le canzoni sono state inserite nell'album Raffaella Carrà dello stesso anno.
Il singolo raggiunge la quarta posizione nella classifica delle vendite settimanali, anche grazie al grande successo del ballo Tuca tuca.

## Tuca tuca

### Versioni
Cantate da Raffaella nelle varie lingue:
- in castigliano,[4] titolo (identico a quello italiano) Tuca tuca
  - nella raccolta per il mercato spagnolo Male/Felicità tà tà (CBS S 81411), pubblicata nel 1976[5]
  - nell'album-raccolta di remix Fiesta - Grandes Éxitos del 1999-2000 a seconda del paese latino di pubblicazione[6]
- in inglese,[7]  titolo I Like It,nella compilation Raffica - Balletti & Duetti (2008)
- in italiano (questo singolo) [8]
  - intitolata Tuca tuca, si,[9] sia nel singolo,[10] sia nell'album Raffaella... Senzarespiro, entrambi del 1972
  - intitolata Tuca tuca, nell' album-raccolta di remix Fiesta - I grandi successi (1999)
  - intitolata Tuca tuca (remix) (main radio version) nella raccolta Raffica - Balletti & Duetti (2008).

### Storia e video
Il balletto fu eseguito la prima volta dall'artista insieme al ballerino e coreografo Enzo Paolo Turchi nel corso della sesta puntata di Canzonissima 1971, trasmessa la sera del 13 novembre.
- Tuca tuca con Enzo Paolo Turchi, su raiplay.it, in RaiPlay. URL consultato il 29 luglio 2021. (inizio a 1:20:08)

La celebre coreografia ideata da Don Lurio, dopo il suggerimento ironico di Gianni Boncompagni di realizzare un gioco-ballo, mentre da un lato ebbe un immediato successo e riscontro di pubblico per la semplicità delle sue mosse, dall'altro era destinata a cambiare per sempre la morale pubblica italiana, sia a causa dei movimenti considerati troppo audaci per quei tempi, sia per aver proposto un nuovo modello di ragazza meno succube dell'uomo seduttore.

Infatti i dirigenti Rai, preoccupati dalle inquadrature fisse della seconda camera che avrebbero potuto indurre i telespettatori a credere che il ballerino, anziché i fianchi, sfiorasse altre parti "vietate" del corpo della Carrà, prima, obbligarono i due a eseguire il ballo quasi girati di tre quarti, posizione tecnicamente scomoda e col rischio di cadere al momento di inarcarsi all'indietro, poi,  censurarono l'intero balletto.
Su un garbato e innocuo motivetto a tempo di swing, impeccabilmente arrangiato (da Paolo Ormi nell'edizione discografica) con sincopati da orchestra jazz, è la donna a prendere l'iniziativa con dei "mi piaci" o "ti voglio", fino a prostrarsi ai piedi di lui, per risalire lentamente con le mani protese per non cadere, quasi a volersi aggrappare o tentare di accarezzarlo con inusitata spregiudicatezza nei posti più impensati (in realtà tassativamente sfiorando soltanto ginocchia, fianchi, spalle e fronte, come previsto dall'idea originale di Boncompagni). Per "par condicio" toccherà poi a lui ripetere gli stessi movimenti alla partner, proseguendo a turno e "ad libitum" in una sempre più sfrenata e pruriginosa, quanto impudica, alternanza.
Solo dopo l'esibizione di Raffaella insieme a Alberto Sordi, in una puntata successiva del programma (l'ottava), in cui la soubrette sfoggia nuovamente il famoso top che le lascia scoperto l'ombelico, il balletto riuscirà finalmente a superare ogni censura della dirigenza, diventando un fenomeno popolare e quasi un obbligo contrattuale per qualsiasi ospite di sesso maschile fosse intervenuto in trasmissione. Il video dell'esibizione è stato inserito sul DVD del cofanetto Raffica - Balletti & Duetti pubblicato nel 2008.
- Tuca tuca con Alberto Sordi, su raiplay.it, in RaiPlay. URL consultato il 29 luglio 2021.

In seguito il brano fu utilizzato da Raffaella in uno spot di Carosello per promuovere le stazioni di servizio BIG BON dell'Agip.
 Spot Big Bon Agip (1972), su YouTube. URL consultato il 29 settembre 2021.
Un balletto con coreografia simile al Tuca tuca sarà riproposto da Madonna durante l' MDNA Tour del 2012 con il fidanzato-ballerino Brahim Zaibat.
 Madonna balla il Tuca tuca (MDNA Tour 2012), su YouTube. URL consultato il 29 luglio 2021. (inizio a 6:56).

## Vi dirò la verità
É il lato B del disco.

## Tracce
Edizioni musicali BMG Ricordi
Lato A
1. Tuca tuca – 2:39 (testo: Gianni Boncompagni – musica: Franco Pisano)

Lato B
1. Vi dirò la verità – 3:24 (testo: Gianni Boncompagni – musica: Franco Pisano)

### Arrangiamento e orchestra
- Paolo Ormi - Tuca tuca
- Franco Pisano - Vi dirò la verità

## Classifiche
| Classifica (1972) | Posizione raggiunta |
| ----------------- | ------------------- |
| Italia            | 4                   |

Entra in classifica all'ottavo posto il 29 gennaio 1972, subito dietro a Chissà se va, che durante le due settimane successive gli cede il passo prima di uscire definitivamente dalla top ten il 12 febbraio. Tuca tuca intanto continuerà a oscillare tra ottava, nona e decima posizione fino a oltre metà di marzo, ottenendo il quarto posto complessivo per il 1972.